# Battice
Battice (în valonă Batice) este o secțiune a orașului belgian Herve, situată în Regiunea Valonă, în provincia Liège.
A fost o comună de sine stătătoare înainte de fuziunea comunelor din 1977, fiind compusă din următoarele sate: Battice, Bruyères, José și Manaihant.

## Etimologie

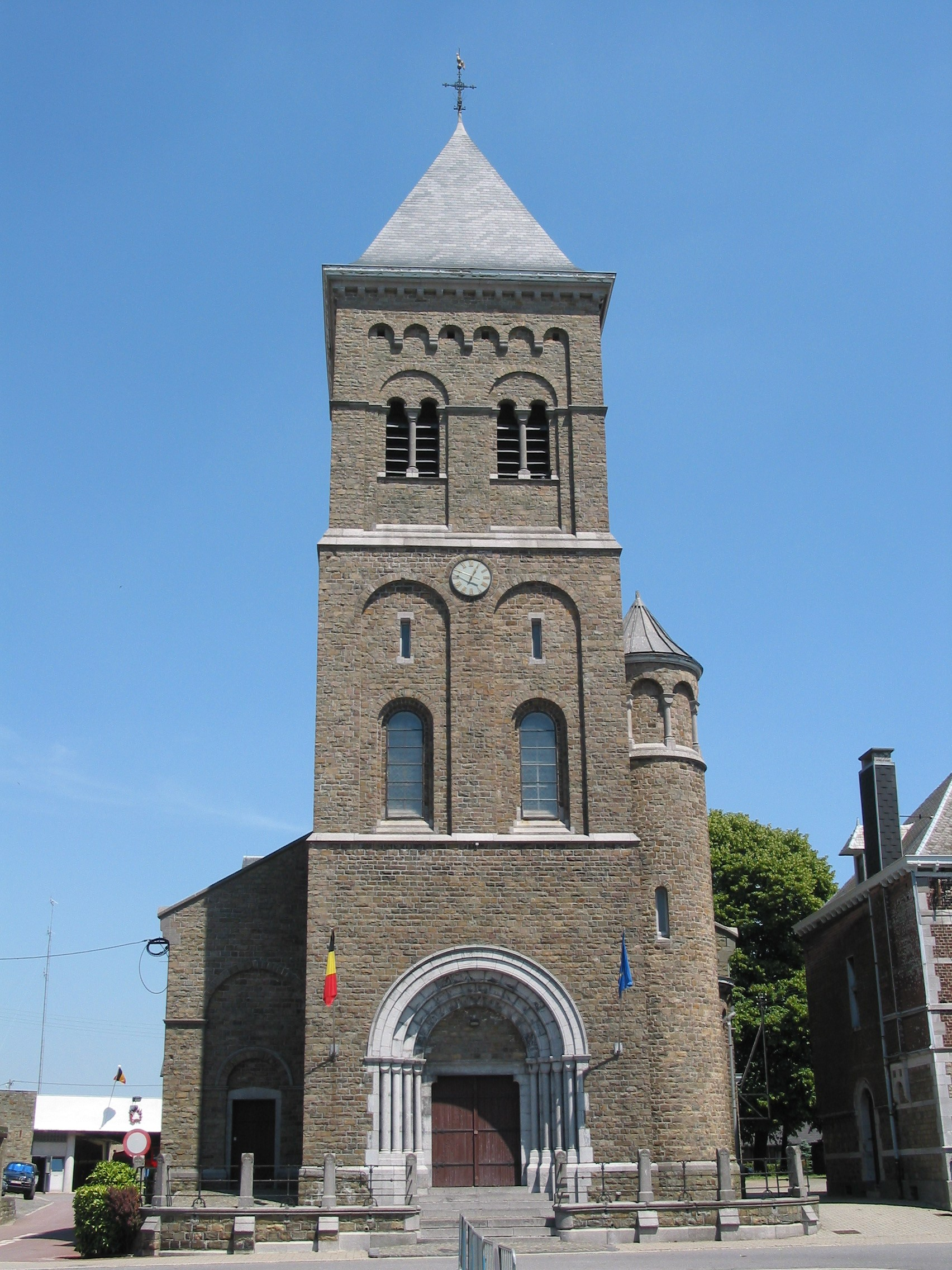
Biserica „Sfântul Vincent de Paul”

Numele satului ar proveni de la batiches, termen care desemna odinioară terenuri supuse unor redevențe. De asemenea, este de remarcat faptul că batis’ era uneori folosit pentru a desemna locul aflat în fața fermelor unde se bătea grâul, precum și micile piețe aflate în fața unor cătune.

## Istorie
La 6 august 1914, Regimentul 16 Infanterie și Regimentul 165 Infanterie din Armata Imperială Germană au executat 33 de civili la Battice și au distrus 147 de case, în cadrul atrocităților germane comise la începutul Primului Război Mondial. Construit în 1934, Fortul din Battice făcea parte din centura fortificată a orașului Liège și a opus o rezistență eroică armatei germane în mai 1940.
Comuna Battice a fost comasată cu orașul Herve în 1977.
Particularitate geografică: Battice înconjoară orașul Herve.

## Demografie
Datele referitoare la populația localității Battice provin de la Institutul Național de Statistică (INS).
Observație: între 1831 și 1970 cifrele corespund recensămintelor oficiale, iar pentru anul 1976 cifra reprezintă numărul de locuitori la data de 31 decembrie.
Notă istorică: în 1869, localitatea Chaineux (cu 1.542 locuitori) s-a separat de Battice și a fost înființată ca comună independentă.